# Linh lăng thân gỗ
Linh lăng thân gỗ hay linh lăng cây bụi hoa vàng chanh (danh pháp hai phần: Medicago arborea) là một loài thực vật trong chi Medicago. Nó được tìm thấy ở khắp châu Âu và đặc biệt trong khu vực bồn địa Địa Trung Hải. Nó tạo thành mối quan hệ cộng sinh với vi khuẩn Sinorhizobium meliloti, loài có khả năng cố định đạm. Loài cây này cũng là loài duy nhất trong chi Medicago được sử dụng làm cây cảnh và có thân gỗ. M. arborea đôi khi bị nhầm lẫn với các loài thuộc chi Cytisus trông rất giống nhau.
Môi trường sống tự nhiên của chúng là thảm cây bụi kiểu Địa Trung Hải và vùng bờ biển nhiều đá. 

## Hình ảnh

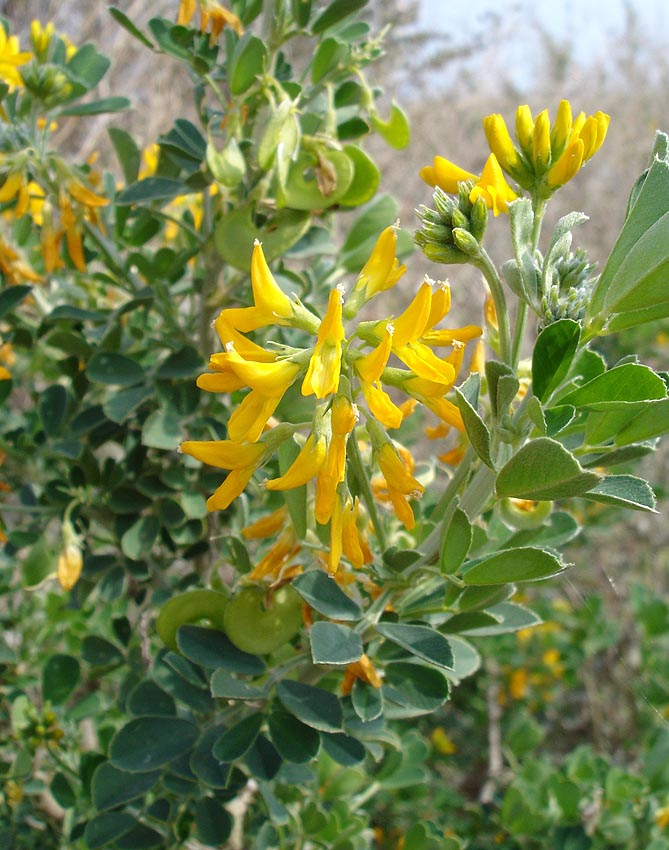
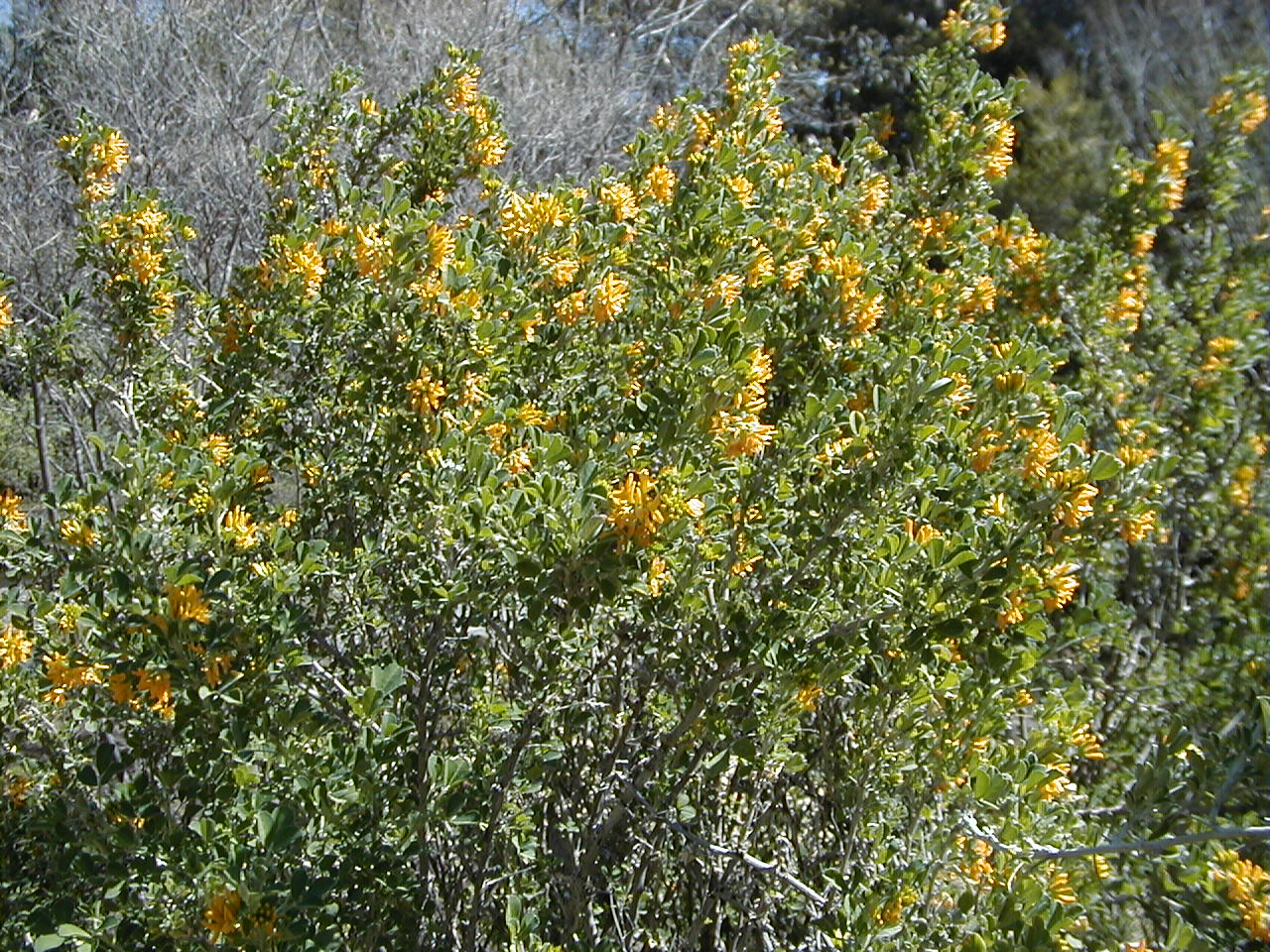